# Десне
43°03′ пн. ш. 17°31′ сх. д. / 43.05° пн. ш. 17.51° сх. д.
Десне (хорв. Desne) — населений пункт у Хорватії, у Дубровницько-Неретванській жупанії у складі громади Кула Норинська.

## Населення
Населення за даними перепису 2011 року становило 90 осіб.
Динаміка чисельності населення поселення: